# Córdoba (Quindío)
Córdoba ist eine Gemeinde (municipio) im Departamento Quindío in der kolumbianischen Kaffeeanbauregion (eje cafetero).

## Geographie
Córdoba liegt auf einer Höhe von ungefähr 1700 m ü. NN 27 km südlich von Armenia und hat eine Jahresdurchschnittstemperatur von 19 °C. Córdoba grenzt im Norden an Calarcá, im Süden an Pijao, im Osten an Cajamarca im Departamento Tolima und im Westen an Buenavista.

## Bevölkerung
Die Gemeinde Córdoba hat 5884 Einwohner, von denen 3589 im städtischen Teil (cabecera municipal) der Gemeinde leben (Stand: 2022).

## Geschichte
Die Region wurde ab dem 19. Jahrhundert von Antioquia aus besiedelt. Córdoba wurde 1912 gegründet und erhielt 1967 den Status einer Gemeinde.

## Wirtschaft
Die wichtigsten Wirtschaftszweige von Córdoba sind die Landwirtschaft, insbesondere der Anbau von Kaffee, aber auch von Bananen, und die Rinderproduktion.